# Teddy Martin
Etienne „Teddy“ Martin (* 2. Dezember 1922 in Floirac (Charente-Maritime); † 6. November 2019 in Boulogne-Billancourt. Ile-de-France) war ein französischer Jazz- und Unterhaltungsmusiker (Schlagzeug, Geige).

## Leben und Wirken
Martin spielte in der Pariser Jazzszene in den 1940er-Jahren bei Alix Combelle. Des Weiteren trat er in Nachtclubs wie dem Trois Mailletz oder Le Caveau de la Huchette auf. Er begleitete häufig Claude Luter und viele französische und ausländische Musiker wie etwa Barney Bigard, Bill Coleman, Eddie „Lockjaw“ Davis, Paul Gonsalves und Earl Hines. Er war auch Schlagzeuger im Lido. Mit Guy Lafitte, André Persiani und Paul Rovère legte Martin 1956 die LP Les Classiques du Jazz (Columbia) vor.
Des Weiteren spielte er mit Jean „Fats“ Constantin et son Orchestre, im Dany Doriz Quintet, Guy Lafitte, André Persiany, Michel Hausser, Michel Attenoux, François Guin, den François Moustache Galepides und mit Marc Laferrière et ses New-Orleans Stompers. Er wirkte auch bei Georges Brassens’ Album Brassens/Moustache jouent Brassens en Jazz mit. Im Bereich des Jazz war er laut Tom Lord zwischen 1955 und 1983 an 56 Aufnahmesessions beteiligt. Laut Georges Paczynski galt Martin als ausgezeichneter Geiger und war ein gefragter Swing-Schlagzeuger.